# Poor Law Union
Un Poor Law Union est une entité chargée de l'administration locale au Royaume-Uni à partir du XIXe siècle. Elle est issue du regroupement de plusieurs paroisses, chargée de mettre en place les Poor laws sur leur territoire.